# Station Tribsow
Station Tribsow was een spoorwegstation in de Poolse plaats Trzebieszewo Kamieńskie. Voor 1945 lag deze plaats in Duitsland en heette Tribsow.
De spoorlijn van Wysoka Kamieńska (Wietstock (Pommern)) naar Trzebiatów (Treptow (Rega)) is in 1945 door het Rode Leger ontmanteld.